# Helvesiek
Helvesiek (plattdeutsch Helsch) ist eine kleine Gemeinde im Landkreis Rotenburg (Wümme) in Niedersachsen. Zwischen Scheeßel und Sittensen liegend gehört Helvesiek zur Samtgemeinde Fintel.

## Geografie
Nachbargemeinden von Norden beginnend im Uhrzeigersinn sind
- Sittensen
- Stemmen
- Lauenbrück
- Scheeßel
- Hamersen

Helvesiek hat den Ortsteil Appel, 2,5 km im Nordosten.

## Politik

### Gemeinderat
Der Rat der Gemeinde Helvesiek setzt sich aus neun Mitgliedern zusammen. Die Ratsmitglieder werden durch eine Kommunalwahl für jeweils fünf Jahre gewählt.
Bei den vergangenen Gemeinderatswahlen ergaben sich folgende Sitzverteilungen:
| Wahljahr | WGH                                                          | Grüne | Gesamt  |
| 2021     | 8                                                            | 1     | 9 Sitze |
| 2016     | 8                                                            | 1     | 9 Sitze |
|          | __________________________ WGH: Wählergemeinschaft Helvesiek |       |         |

## Kultur, Sehenswürdigkeiten, Infrastruktur

### Bauwerke
- Hofanlage Rehr 4 mit Häuslingshaus von um 1760 und Schafstall (19. Jh.), beide in Fachwerk und mit Niedersachsengiebel
- Wohn- und Wirtschaftsgebäude Appel 1 von 1802 und Schafstall in Fachwerk (Gut Appel)
- Hofanlage Im Dorfe 12 von um 1800 (Fachwerk-) und 1900 (Backsteinbau)
- Wohn- und Wirtschaftsgebäude Große Straße 23 von 1843 in Fachwerk
- Wohn- und Wirtschaftsgebäude Rehr 3 von 1860 in Fachwerk
- Wohn- und Wirtschaftsgebäude Große Straße 2 von 1861 in Fachwerk

### Infrastruktur
- Freiwillige Feuerwehr Helvesiek
- Kindergarten Bärenhöhle
- Schulen gibts es in den Nachbargemeinden

## Wirtschaft und Verkehr
In Helvesiek wird seit 1996 Speisepilzzucht betrieben. Die hier ansässige Pilzgarten GmbH ist der in Deutschland größte Edelpilzproduzent.
Die Gemeinde wird von der Kreisstraße 226 und der Landstraße 130 durchquert und hat mit der hier beginnenden K 212 einen Zubringer zur Bundesstraße 75 in der Nachbargemeinde Lauenbrück.